# ديزموند كيلي
ديزموند كيلي (بالإنجليزية: Desmond Kelly) هو مغني أسترالي، ولد في 1936 في كولمبو في سريلانكا.

## وصلات خارجية
- ديزموند كيلي على موقع IMDb (الإنجليزية)